# طيران راية
طيران راية (Raya Airways Sdn Bhd) (التي تعمل تحت اسم التجاري Raya Airways) هي شركة طيرانللشحن الجوي يقع مكتبها الرئيسي في مركز طيران راية في مجمع الشحن مطار السلطان عبد العزيز شاه في سوبانجق، سلاغور، ماليزيا.
هي شركة تأجير للشحن السريع. تأسست شركة الطيران في نوفمبر 1993 باسم ترانسميل إير (Transmile Air). تقدم خدمات نقل البريد السريع بين شبه جزيرة ماليزيا وشرق ماليزيا وشركات خدمات دولية مثل دي إتش إل إكسبريس، يو بي إس, وطيران ماكاو، وآخرين. توفر طيران راية أيضًا خدمات تأجير الطائرات ومتخصصين ذوي خبرة في تشغيل رحلات الشحن حول العالم. تم تصنيف طيران راية على أنها شركة نقل بضائع وطنية من قبل وزارة النقل الماليزية في عام 1996.

## الأسطول

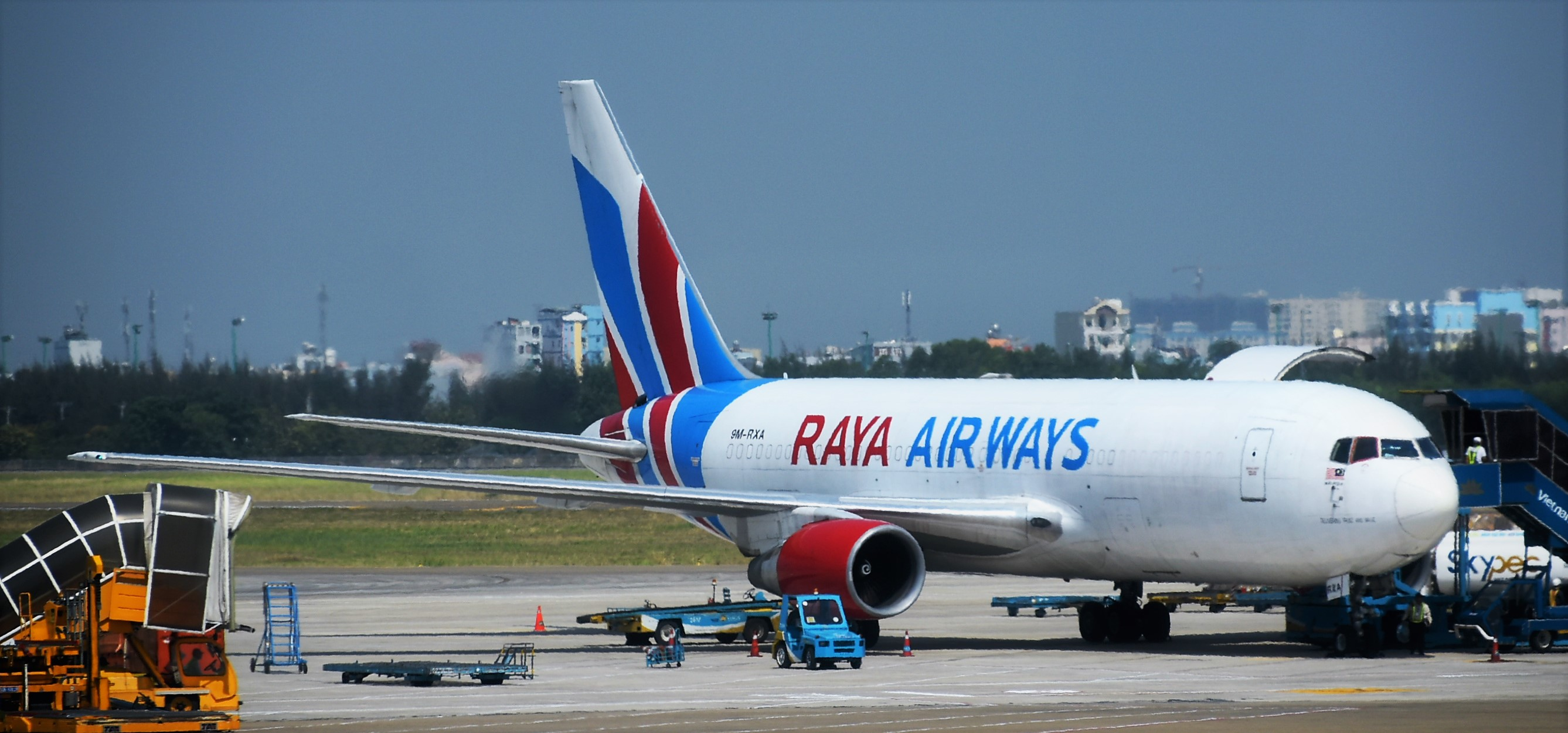
بوينغ 767-200 تابعة لطيران راية

يتكون أسطول طيران راية من الطائرات التالية (اعتبارًا من أكتوبر 2021):

## الوجهات

### الصين
- ناننينغ – مطار نانينغ الدولي[3]

### ماليزيا
- كوتا كينابالو – مطار كوتا كينابالو الدولي
- كوالالمبور – مطار السلطان عبد العزيز شاه Hub
- كوتشينغ – Kuching International Airport
- لابوان – Labuan Airport
- ميري – Miri Airport

### هونغ كونغ
- هونغ كونغ – مطار هونغ كونغ الدولي

### إندونيسيا
- جاكرتا – مطار سوكارنو هاتا الدولي

### سنغافورة
- سنغافورة – مطار شانغي سنغافورة

### فيتنام
- مدينة هو تشي منه – مطار تان سون نهات الدولي

## وصلات خارجية
- الموقع الرسمي